# Forau de la Tuta
El Forau de la Tuta, también conocido como Campo de la Virgen, es un yacimiento arqueológico del municipio de Artieda, en la comarca aragonesa de la Jacetania en España. Alberga restos de una antigua ciudad romana cuyo momento de esplendor se sitúa en los siglos I y II, así como restos de la Alta Edad Media. El yacimiento incluye conjuntos arqueológicos hasta ahora considerados independientes: la Ermita de San Pedro, el Campo de la Virgen y el Campo del Royo. La ciudad romana contiene termas, un sistema de abastecimiento de agua, cloacas y posiblemente un templo y un mosaico de 150 metros cuadrados.
Los trabajos de excavación y estudio del yacimiento, realizados por la Universidad de Zaragoza, comenzaron en 2019 tras hallarse restos arqueológicos y de una calzada romana en la ermita de San Pedro. En 2021 se iniciaron los trámites para la declaración como bien de interés cultural de un mosaico hallado en el yacimiento. Se ignora el nombre de la ciudad romana encontrada en el Forau de la Tuta.